# Vespertilio
Vespertilio é um gênero de morcegos da família Vespertilionidae.

## Espécies
- Vespertilio murinus Linnaeus, 1758
- Vespertilio sinensis (Peters, 1880)